# Robert Emerson
Pour les articles homonymes, voir Emerson.
Robert Emerson est un biologiste américain (4 novembre 1903 à New York - 4 février 1959). Ses travaux de recherche portaient sur le mécanisme de la photosynthèse. 
L'une de ses expériences lui permit d'illustrer ce que l'on appelle aujourd'hui l'effet Emerson ou effet d'exaltation dichromatique.

## L'expérience

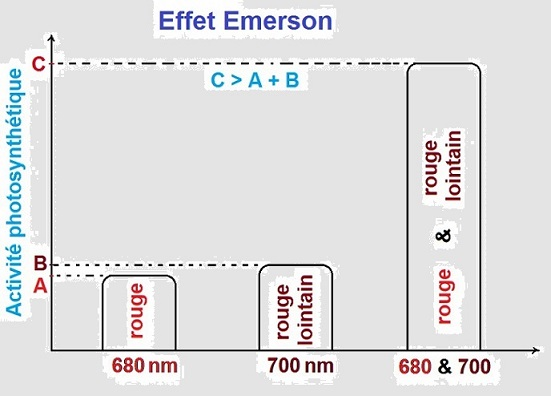
Effet Emerson

Il soumet à des molécules de chlorophylle 2 faisceaux de lumière de radiations différentes. Ces deux faisceaux sont réglés de manière à entrainer la même production de O2 par la chlorophylle.
Déroulement de l'expérience :
1. Éclairage de la chlorophylle par le premier faisceau seulement. Cela entraine une production d'O2. Il est ensuite éteint.
2. Éclairage par le deuxième faisceau seulement. Cela occasionne la fabrication de la même quantité d'O2. Il est ensuite éteint.
3. Éclairage par les deux faisceaux simultanément. La quantité d'O2 générée alors est supérieure à la somme des quantités produites par les deux faisceaux séparément : c'est l'effet Emerson[2].

Cela laisse supposer l'existence d'au moins deux systèmes de réception des ondes lumineuses et qu'ils fonctionnent de manière optimale lorsque les deux sont utilisés.